# Acrossocheilus wenchowensis
Acrossocheilus wenchowensis és una espècie de peix cipriniforme de la família dels ciprínids que es troba a la Xina.